# 機械警備業務管理者
機械警備業務管理者（きかいけいびぎょうむかんりしゃ）は、昭和57年の警備業法改正により警備員指導教育責任者とともに制度化された国家資格である。
警備業者は、機械警備業務を行うにあたっては、基地局ごとに公安委員会が交付した機械警備業務管理者資格者証を有する者を機械警備業務管理者として選任し、その基地局の所在地を管轄する公安委員会に届け出なければならず、機械警備業務管理者を選任せずに機械警備業務を行うことは、許されない。企業の事務所、施設等の機械警備は勿論であるが一般家庭向けの所謂「ホームセキュリティ」も含まれる。

## 機械警備業務管理者の業務
機械警備業務管理者の主たる業務は、警備業法施行規則第40条に規定されている5つである。
- 警備業務用機械装置による警備業務対象施設の警戒、警備業務用機械装置の維持管理その他の警備業務用機械装置の運用を円滑に行うための計画を作成し、その計画に基づき警備業務用機械装置の運用を行うように警備員その他の者を監督すること。
- 指令業務に関する基準を作成し、その基準により指令業務を統制するため指令業務に従事する警備員を指導すること。
- 警備員に対し、警察機関への連絡について指導を行うこと。
- 警備業法第11条の9に規定する書類の記載について監督すること。
- 機械警備業務の管理について機械警備業者に必要な助言をすること。

## 制度化の理由
昭和44年4月、永山則夫連続射殺事件（警察庁広域重要指定108号事件）犯人・永山則夫の逮捕のきっかけとなり注目を集めた機械警備は、対象施設に侵入等の異常を感知するセンサーを設置して警備を行うという性質上、少数の警備員で多くの施設の警戒が行え、その分安価であることから、昭和50年代に入り企業の合理化のニーズを捉えめざましい発展を遂げるようになったが、その一方では、異常発報を受信した場合の対応が的確に行われず、被害を防止出来なかったり、あるいは拡大させてしまうという事案も発生していた。
また、契約を締結し料金を受けながらも、企業として何らの努力や対応をせず異常発報を受信するとそのまま警察や消防に転送し、対応を求めるというずさんな体制の業者が少なからず見られた。当初はそのような状況にありながらも、防犯、防災上貴重な情報提供源として対応を行っていた警察や消防も、度重なる誤報の連続に翻弄され、次第に現場が疲弊し、このままでは真に警察力、消防力を発揮せねばならない事案が発生した際の対応に支障をきたすことが懸念された。
そこで昭和57年の警備業法改正により制度化されたものが機械警備業務管理者資格である。基地局に、機械警備業務につき一定水準以上の専門的知識と、業務管理能力を有する者をおき監督をさせることで、機械警備業務の適正な実施をはかり、誤報を減少させ、もって機械警備業務が一層的確かつ効果的に行われるようにすることが資格の制度化の理由である。

## 機械警備業務管理者になるには
都道府県公安委員会から機械警備業務管理者資格者証の交付を受ければよい。交付の条件は「一定水準以上、機械警備業務に関しての専門的知識と業務管理能力を有すると認められる者」である。「一定水準以上・・・認められる者」とは、
1. 都道府県公安委員会が行う機械警備業務管理者講習を受講し、修了考査に合格した者
2. 公安委員会が、1に掲げる者と同等以上の知識及び能力を有すると認める者

の2つがある。
一般的な方法は1である。2については、警察官であった者がこれを利用して資格者証を受ける場合が多い。

## 都道府県公安委員会が行う機械警備業務管理者講習

### 受講要件
機械警備業務管理者講習の受講要件は、特に定められてなく、だれでも受講できる。警備業の経験の有無も問われない。

### 申込み
都道府県公安委員会が行う機械警備業務管理者講習は、現在、ほぼその全てが、都道府県警備業協会に委託されているが、現在講習が行われていないと思われる地域があり、また、申し込み方法も地域により警備業協会に申込みを行うところと、自分の住居地を管轄する警察署に申込みを行うところと分かれているので、日程等についてはどちらかに問い合わせを行う必要がある。なお、住居地にかかわらず他の公安委員会が行う講習であっても受講できる。

### 講習の内容
講習が3日間、試験が1日間、計4日間である。講習はおおむね9時から17時まで、7時限から8時限行われる。1時限は50分である。

講習に遅刻、早退、欠席すると修了試験を受けられないことがある。
試験は最終日の午前中に行われ、試験時間は100分、40問の5肢択一式で、合格には8割以上の正答が必要である。合格発表は即日行われ、合格者にはその日に修了証明書が担当者より交付される。

修了証明書は資格者証ではないので、各自この修了証明書に資格者証交付申請書及び必要書類一式と交付手数料を添えて警察署に出向いて交付申請する必要がある。後日、資格者証が交付される。

不合格であった者に再試験は行われないので改めて再受講し修了試験を受けなければならない。

講習の講師は警備業協会の関係者が担当し修了試験に関わりそうな箇所を説明するが外れる場合が多いので受講申し込み時に配布される教本（警備業法の解説を含む）を全般的に亙って読み、理解しておくことが必要である。既に「警備員指導教育責任者」の資格を保有している人は別にして、単に講義を聴いていれば合格できるような試験内容ではない。東京の場合、修了試験は警視庁から担当者が出向いて実施される。

修了試験の合格率は回ごとに異なるが大体70〜80%くらいである。

## 機械警備業務管理者（有資格者）の利点
公安委員会より機械警備業務管理者資格者証が交付された者は以下のような点で、有利になる（メリット）。
- 法定新任教育（基本教育15時間以上、業務別教育15時間以上）のうち、機械警備に新たに従事する場合に限り業務別教育が免除される。
- 警備員の教育の一部を担当できる。一部とは、機械警備業務に従事している警備員に対する業務別教育と、巡察指導、指令業務に関する指導などである。
- 警備業者によっては、機械警備業務管理者に選任される（昇進、昇給の可能性）。
- 警備業者によっては、有資格者として手当てが支給される。